# Léguillac-de-Cercles
Léguillac-de-Cercles korábbi község Franciaországban, Dordogne megyében. Lakosainak száma 284 fő (2018. január 1.). Léguillac-de-Cercles La Gonterie-Boulouneix és Vieux-Mareuil községekkel határos.
2017. január 1-jén nyolc másik korábbi községgel egyesült és az így létrejött Mareuil en Périgord új község része lett.

## Népesség
A település népességének változása:
| Lakosok száma | 396  | 356  | 319  | 286  | 274  | 306  | 315  | 300  | 288  | 284  |
|               | 1968 | 1975 | 1982 | 1990 | 1999 | 2011 | 2013 | 2015 | 2017 | 2018 |